# Non-Operating Owner
Der Begriff Non-Operating Owner (NOO) beschreibt eine Reederei, die über Schiffe verfügt, diese aber nur vermietet, ohne als Verfrachter im eigenen Namen Güter über See zu befördern.
Die meisten NOOs geben mit der Hilfe von Schiffsfinanzierern neue Schiffe in Auftrag, die bereits vor Fertigstellung in – meist langfristigen – Charterverträgen an Reedereien mit Schiffsraumbedarf vermietet werden. Der NOO ist daher zusammen mit dem Finanzierer zum einen an besonders günstigen Baupreisen interessiert, andererseits liegt sein Interesse auch im guten Erhalt des Schiffes, um den möglichen Wiederverkaufswert am Ende der Mietzeit hoch zu halten. Einige NOOs kaufen auch Gebrauchttonnage auf, um diese weiter zu verchartern.
Beispiele für große NOOs sind die Seaspan Corporation, Shoei Kisen, die Danaos Corporation, Eastern Pacific Shipping, Costamare oder Global Ship Lease.